# Ed Musick
Edwin "Ed" C. Musick född 1894 i St. Louis Missouri död 11 januari 1938 i Pago Pago (amerikanska Samoa), var chefspilot vid Pan American World Airways. För Pan Am genomförde han flera pionjärflygningar över stilla havet.
Musick lärde sig flyga vid en privat flygskola i Los Angeles strax före första världskriget. När USA kom med i striderna anmälde han sig för aktiv tjänst och han placerades 1917 som flyginstruktör i Army Air Corps flygskola i San Diego. Under kriget fick han flytta runt mellan arméns flygskolor i Texas och Florida. När kriget var över startade han en privat flygskola i Florida, medan han drev skolan passerade han 10 000 bokförda flygtimmar.
Han anställdes i oktober 1927 vid det nybildade flygbolaget Pan American där han blev pionjär med postflygningar från Key West Florida till Havanna Kuba. 1930 utsågs han till chef för Pan Americans verksamhet över stilla havet. När Pan Am fick sina nya Sikorsky S-42 flygbåtar 1934 blev det Musick som genomförde provflygningarna av flygplanstypen och lämpliga destinationer. Under proven slog han tio olika gällande världsrekord för flygbåtar. Som en av förgrundspersonerna inom Pan Am blev han snabbt känd för en större allmänhet och 2 december 1935 visades hans bild på omslaget av Time Magazine samma år fick han Harmon Trophy. Under en period på 1930-talet var han den pilot som svarade för de flesta gällande flygrekorden. 
Under en flygning till Auckland på Nya Zeeland drabbades flygbåten av problem strax efter starten från Pago Pago. Musick bestämde att de skulle återvända för att nödlanda, man inledde dumpningen av flygbränsle för att få flygplanet lättare, men troligen var det ett läkage i pumpsystemet och flygbåten exploderade i luften.